# Pesi massimi (MMA)
La divisione dei pesi massimi nelle arti marziali miste raggruppa i lottatori di peso compreso tra i 93 e i 120 kg (205 e 265 libbre).
Malgrado esistano ambiguità nelle categorie di peso inferiori riguardo ai nomi delle divisioni e ai limiti di peso, la divisione heavyweight è, per la maggior parte, uniforme. L'UFC e le altre organizzazioni di MMA del presente e del passato in nordamerica come StrikeForce, KOTC, MFC rispettano questa interpretazione classificando i propri atleti tra i 93 e i 120 kg come pesi massimi. Altre organizzazioni internazionali come Dream e l'ex Pride Fighting Championships iniziano da 93 kg di peso ma non possiedono un limite di peso massimo. La Pancrase heavyweight division andava dai 90 ai 100 kg prima di essere uniformata anch'essa ai 93–120 kg.
Il limite massimo di 120 kg è stato definito dalla Commissione Atletica dello stato del Nevada a 265 libbre (120 kg).

## Campioni attuali
| Organizzazione | Inizio regno    | Campione      | Record   | Evento                           | Difese |
| -------------- | --------------- | ------------- | -------- | -------------------------------- | ------ |
| UFC            | 4 marzo 2023    | Jon Jones     | 27-1 (1) | UFC 285: Jones vs. Gane          | 0      |
| Bellator       | 26 gennaio 2019 | Ryan Bader    | 30-7 (1) | Power MMA Team                   | 3      |
| WSOF           | 5 giugno 2015   | Blagoy Ivanov | 12-1 (1) | WSOF 21: Palmer vs. Horodecki    | 0      |
| KSW            | 14 aprile 2018  | Phil De Fries | 27-6 (1) | KSW 43: Soldić vs. du Plessis    | 12     |
| M-1 Global     | 15 agosto 2014  | Marcin Tybura | 12-0     | M-1 Challenge 50: Battle of Neva | 1      |

## Divisione pesi MMA
| Nome classe di peso | Limite massimo      | Limite massimo | Categoria    |
| Nome classe di peso | in chilogrammi (kg) | in libbre (lb) | Categoria    |
| ------------------- | ------------------- | -------------- | ------------ |
| Pesi atomo          | 48                  | 105.8          | Donna        |
| Pesi paglia         | 52                  | 114.6          | Donna        |
| Pesi mosca          | 57                  | 125.7          | Uomo / Donna |
| Pesi gallo          | 61.5                | 135.6          | Uomo / Donna |
| Pesi piuma          | 65.5                | 144.4          | Uomo / Donna |
| Pesi leggeri        | 70                  | 154.3          | Uomo         |
| Pesi welter         | 77                  | 169.8          | Uomo         |
| Pesi medi           | 84                  | 185.2          | Uomo         |
| Pesi mediomassimi   | 93                  | 205.0          | Uomo         |
| Pesi massimi        | 120                 | 264.6          | Uomo         |
| Openweight          | -                   | -              | Uomo / donna |